# Repubblica di Užice
La Repubblica di Užice fu uno Stato esistito per breve tempo durante la Seconda guerra mondiale in Serbia.
Nel 1941 Užice venne liberata dall'occupazione nazista dai Partigiani jugoslavi, che scelsero la città come capitale della "Repubblica di Užice". La Repubblica divenne un piccolo Stato militare partigiano costituitosi nelle terre liberate nell'autunno del 1941 nella parte occidentale della Serbia, che era divenuta uno Stato fantoccio governata dal generale Milan Nedić.
La Repubblica di Užice si estendeva in parte della Serbia occidentale e contava su una popolazione che superava le 300.000 persone. Era compresa tra la linea fra le città di Valjevo e Bajina Bašta a nord, il fiume Drina a ovest, la Zapadna Morava a est e il Sangiaccato a sud.
In questo periodo le fabbriche e le botteghe artigiane lavoravano soprattutto per soddisfare le esigenze militari. La ferrovia e le infrastrutture stradali erano funzionanti, mentre continuavano ad essere stampati giornali e libri.
Nel novembre 1941, la Wehrmacht tedesca sferrò un attacco contro il territorio della repubblica, la cosiddetta "prima offensiva anti-partigiana"; due divisioni di fanteria, la 342. Infanterie-Division e la 113. Infanterie-Division, rioccuparono la città e disgregarono la resistenza dei partigiani; i tedeschi mostrarono grande brutalità e procedettero a repressioni sanguinose con distruzione di villaggi, eliminazione di feriti e prigionieri, fucilazioni in massa di civili. Gran parte dei partigiani furono costretti a fuggire verso la Bosnia ed Erzegovina, il Sangiaccato e il Montenegro.

## Voci correlate

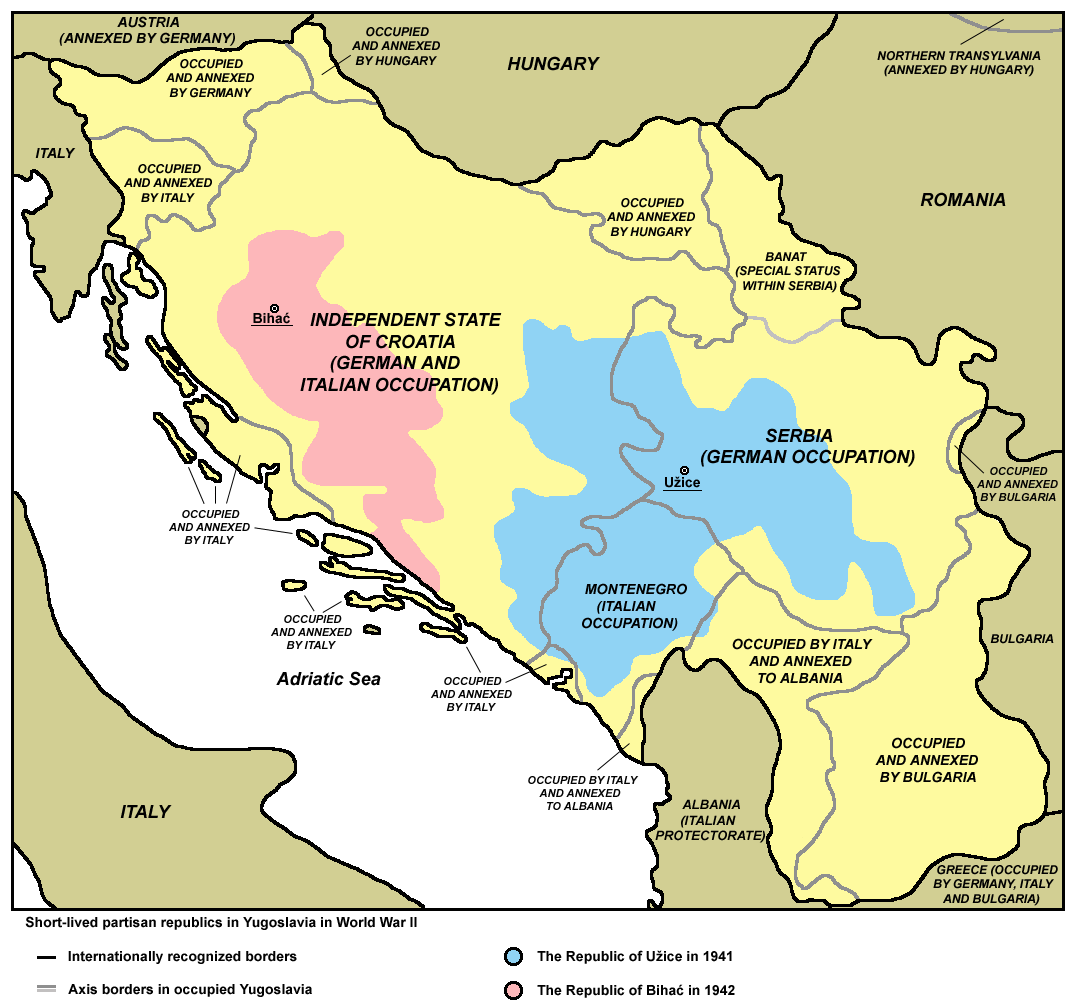
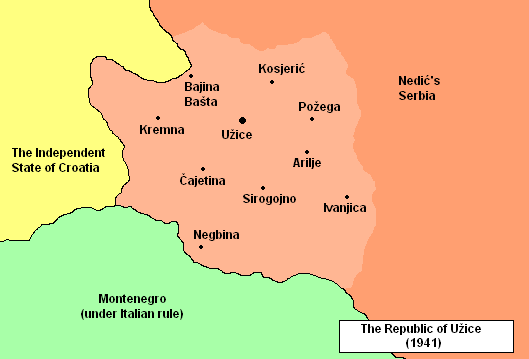